# Plumularia meganema
Plumularia meganema is een hydroïdpoliep uit de familie Plumulariidae. De poliep komt uit het geslacht Plumularia. Plumularia meganema werd in 1948 voor het eerst wetenschappelijk beschreven door Fraser. 